# 도턴 아레나
도턴 아레나(영어: Dorton Arena)는 미국 노스캐롤라이나주 롤리에 위치한 실내 경기장이다. 과거 ABA 캐롤라이나 쿠커스와 ECHL 롤리 아이스캡스의 홈경기장으로 사용했다.